# تاکاشی اوچینو
تاکاشی اوچینو (انگلیسی: Takashi Uchino؛ زادهٔ ۱۵ فوریهٔ ۱۹۸۸) بازیکن فوتبال اهل ژاپن است.